# Haus Meer

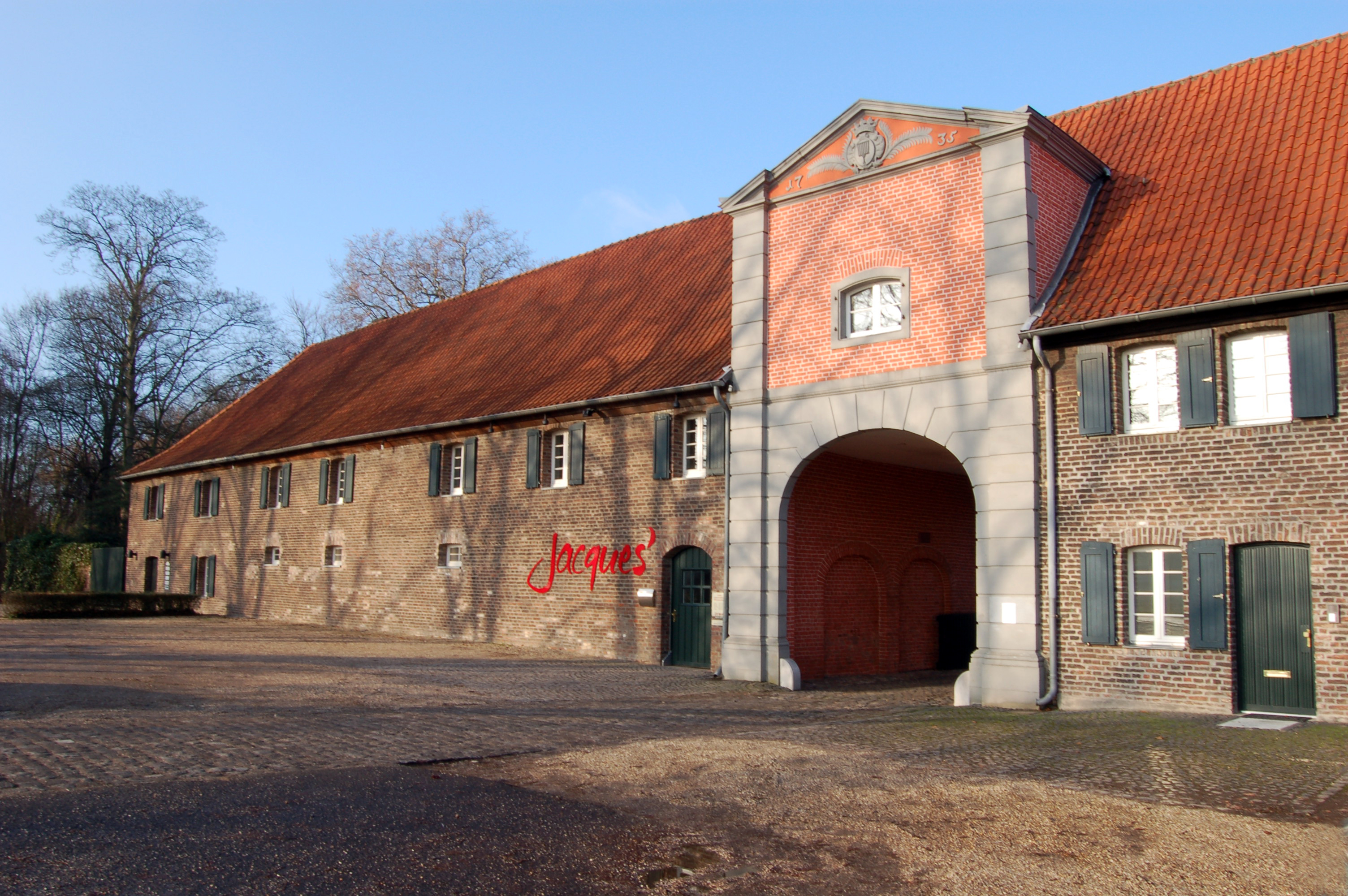
Teilansicht der Vorderseite

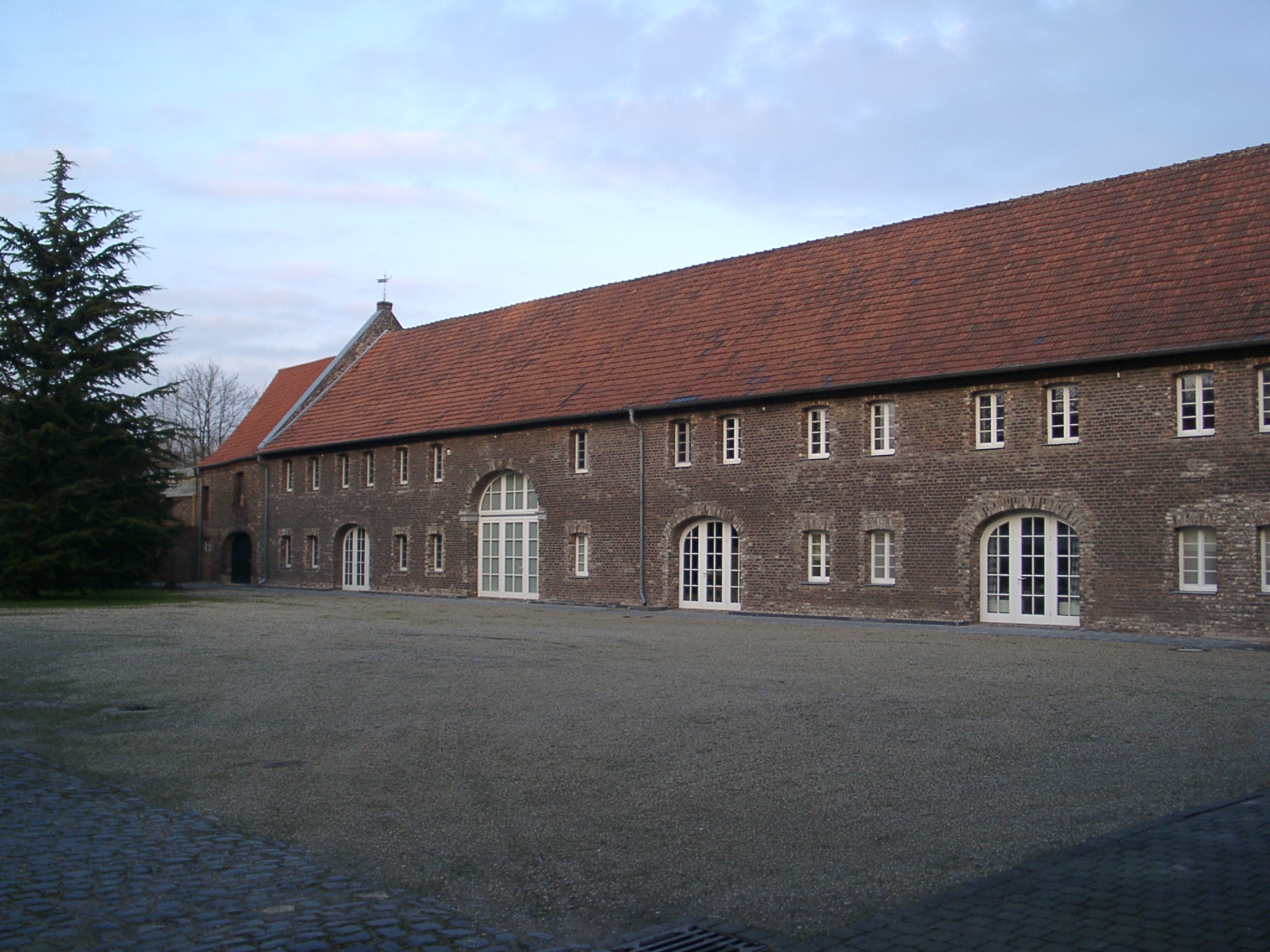
Innenhof

Haus Meer ist ein Herrenhaus und ehemaliges Kloster am nördlichen Rand von Büderich, Stadt Meerbusch.
Es war ursprünglich ein Prämonstratenserinnenkloster, gegründet im 12. Jahrhundert von der Gräfin Hildegundis von Meer. Nach der Auflösung in der Säkularisation 1802 wurde es 1804 von den Krefelder Seidenfabrikanten Friedrich Heinrich von der Leyen und seinem Bruder Konrad von der Leyen erworben und zu einem Schloss der Familie von der Leyen umgebaut. Nach einem Luftangriff von 1943 sind im Wesentlichen nur mehr die Wirtschaftsgebäude erhalten.

## Die Motte
Die erste Besiedelung des Gebietes begann mit dem Bau einer Motte (Turmhügelburg). Die Motte castrum mare bestand nach Ergebnissen von Ausgrabungen aus vier bis sechs Holzhäusern in Stabbauweise, umgeben von Palisaden, die Ende des 9. Jahrhunderts bis zum Anfang des 10. Jahrhunderts in einer schiffbaren Rheinschlinge aufgebaut wurden. Das castrum mare war vom 9. bis zum 12. Jahrhundert bewohnt, es ging etwa 1100 in den Besitz des Grafen Hermann von Liedberg über.

## Das Kloster

### Gründung

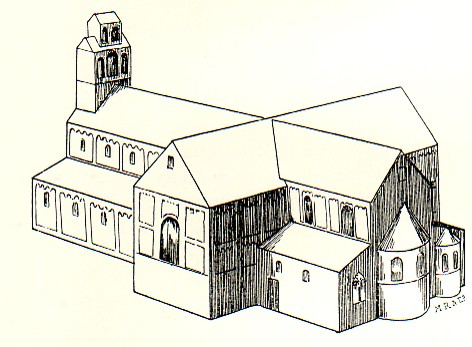
Die Klosterkirche Meer nach einer Zeichnung des 17. Jahrhunderts

Am 22. Februar 1166 wurde durch zwei bischöfliche Urkunden, unterzeichnet von dem Kölner Erzbischof Rainald von Dassel, die Klostergründung dokumentiert. Eine Urkunde regelt eine Erbaufteilung zwischen Hildegunde von Ahr und Meer und ihrer Schwester Elisabeth von Randerath, die andere bestätigt die Übertragung des durch die Erbteilung an Hildegunde übergegangenen Besitzes einschließlich der Burg Meer an die Kölner Kirche zum Zwecke der Klostergründung.
Hildegunde wurde vermutlich zwischen 1110 und 1115 als Tochter des Grafen Hermann von Liedberg und seiner Frau Hedwig geboren. Sie wurde mit dem Grafen Lothar von Ahr vermählt. Die streng gläubige Hildegunde machte nach seinem Tod 1165 eine Wallfahrt nach Rom, nach ihrer Rückkehr vermachte sie der Kölner Kirche 1166 ihr gesamtes Vermögen, um ein Prämonstratenserinnenkloster nach den Regeln des heiligen St. Augustin, eine Gemeinschaft heiliger Jungfrauen und Mägde Christi, zu gründen.
Mit dem Aufbau des Klosters auf Grundmauern eines alten Gutshofes wurde 1168 begonnen. Die geistliche Führung des Klosters übernahm die Abtei Steinfeld, die mit Ulrich, dem Propst von Steinfeld, den ersten Prior des Klosters stellte. Hildegundis und ihre Tochter traten in die Gemeinschaft ein und Hildegundis wurde Vorsteherin des Klosters. Obwohl das Kloster offiziell von Ulrich geführt wurde, wurde Hildegundis in der Urkunde, mit der Papst Alexander III. 1178 die Klostergründung bestätigt als priorissa bezeichnet. Sie bemühte sich sehr um die Sammlung von Reliquien und erhielt von Rainald von Dassel, dem Erzbischof von Köln, die Armknochen der Märtyrer Felix und Nabor. Das Kloster verfügte über zahlreiche Ländereien und Waldflächen. Insbesondere in Krefeld gehörte etwa die Hälfte der Bauernhöfe zum Meerer Latenverband. In Neuss wurde der Stadthof „Meererhof“ gegründet, der als Handelsplatz für das Kloster diente. In Krefeld der Münckerhof, an den die Abgaben der Krefelder Höfe zu entrichten waren.
Hildegundis starb am 6. Februar 1183. Nach ihrer Bestattung soll ihr Leichnam zweimal morgens ausgegraben und zur Tür des Presbyteriums ausgerichtet gefunden worden sein. Schriftliche Aufzeichnungen darüber existieren nicht mehr. Nach Hildegundis Tod übernahm ihre Tochter Hedwig 1186 die Führung des Klosters bis 1215 (Laut dem Vollständigen Heiligen-Lexikon von J. E. Stadler, 1858, starb Hedwig oder Hadwigis bereits im Jahr 1200). Sie konnte aber die unabhängige Stellung ihrer Mutter nicht weiterführen, die Angelegenheiten des Klosters wurden überwiegend durch die Abtei Steinfeld geregelt.
Hildegundis und Hedwig wurden von ihrem Orden als Venerabiles (Ehrwürdige) betrachtet, sie wurden nicht offiziell selig oder heiliggesprochen. Die Reliquien Hildegundes wurden 1802 nach Osterath gebracht. Ein Teil von ihnen liegt seit 1971 in der St.-Mauritius-Kirche in Büderich, andere Teile befinden sich in der Pfarrei St. Georg in Liedberg und in der Pfarrei Immekeppel bei Overath. Der in Osterath verbliebene Teil wurde 1987 in das Seniorenzentrum „Hildegundis von Meer“ überführt.

### Plünderungen
Während des Truchsessischen Krieges wurde das Kloster 1583 geplündert. Nachfolgend versuchten die Jesuiten, das Kloster zu übernehmen. Dem konnte der ansässige Adel entgegenwirken, der das Kloster zur Unterbringung seiner Töchter nutzte. Durch einen Brand wurde das Kloster 1584 so stark zerstört, dass ein Wiederaufbau erst 1593 mit einer neuen Meisterin erfolgen konnte.
Um den strengen Regeln des Klosters auszuweichen, versuchten 1597 die Nonnen selbst erfolglos, das Kloster aufzugeben und die Gemeinschaft mit den Neusser Augustinerinnen von St. Quirin zu vereinigen.
Während des Dreißigjährigen Krieges, nach der Schlacht auf der Kempener Heide im Jahre 1642, wurde das Kloster erneut niedergebrannt. Die Nonnen kamen bis zum Wiederaufbau, der von 1650 bis 1664 erfolgte, im Kloster Unterzell bei Würzburg unter.

### Säkularisation
Französische Soldaten plünderten im Oktober 1794 das Kloster und nutzten es als Kaserne und Pferdestall. Während der Säkularisation wurde es im August 1802 aufgelöst, der Besitz des Klosters ging auf den französischen Staat über. Die Prämonstratenserinnen erhielten eine kleine staatliche Pension, die Dienstboten wurden entlassen.

## Das Schloss

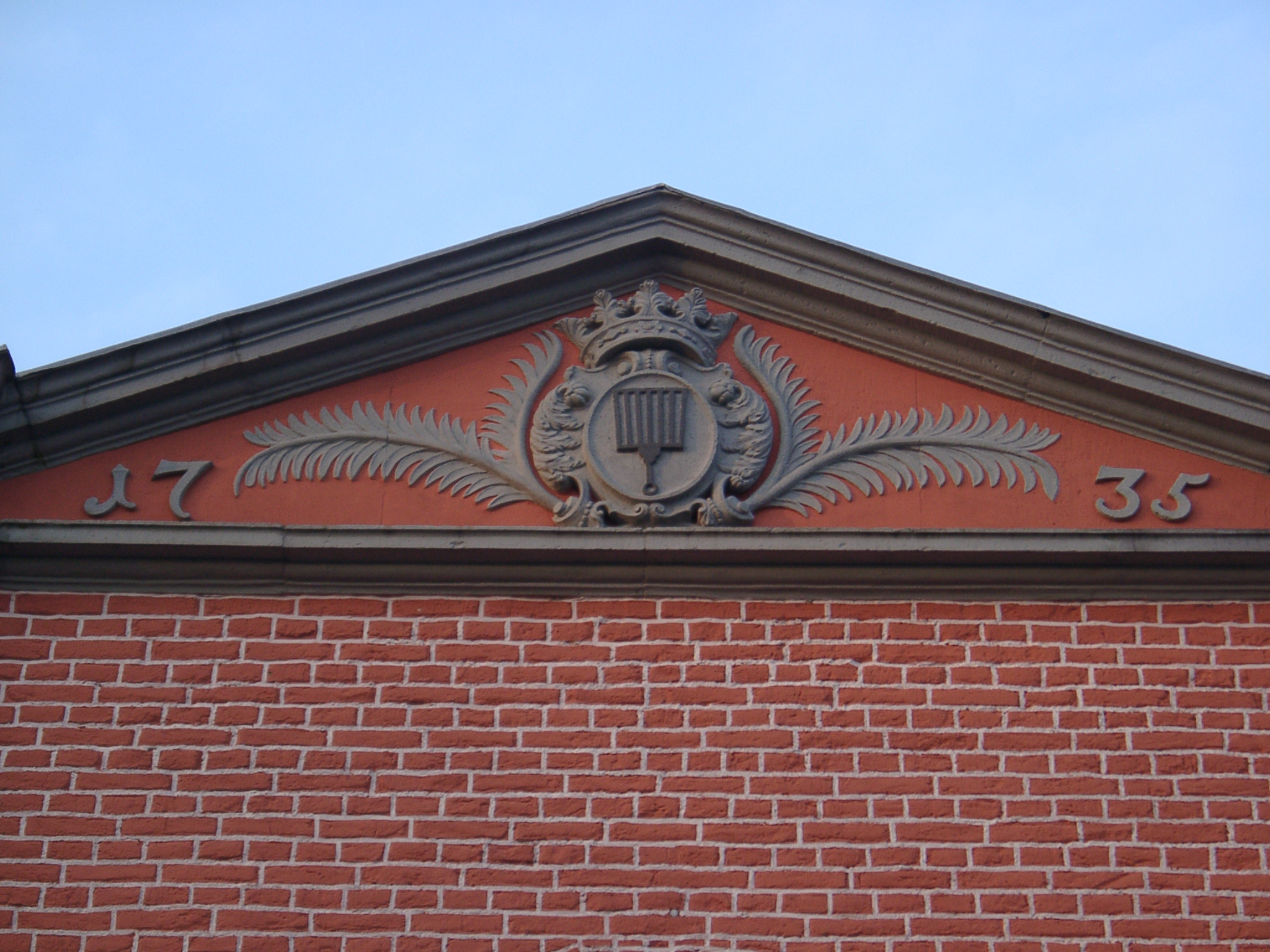
Wappen am Giebel

Der Besitz von etwa 700 ha und das Kloster wurden in einer Versteigerung 1804 von Friedrich und Konrad von der Leyen, Seidenfabrikanten aus Krefeld, für 180.000 Francs erworben. Es wurde zum Schloss der Familie von der Leyen aufgebaut, das als Herrensitz diente und mit einem Landschaftsgarten nach englischem Vorbild und einem landwirtschaftlichen Gut komplettiert wurde. 1827 wurde das Gut als „Landtagsfähiges Rittergut“ anerkannt, was der Familie die Bezeichnung Rittergutsbesitzer und die Wahlmöglichkeit in den Preußischen Landtag verschaffte.
Die romanische Klosterkirche wurde 1807 abgebrochen, die Hauptgebäude blieben zunächst bestehen. Die Brüder Friedrich und Konrad bewohnten das heruntergekommene Anwesen nur kurze Zeit, Friedrich hinterließ seinen Besitz 1825 seiner Frau Henriette. Konrad war kinderlos und vermachte seinen Anteil 1835 den drei Kindern von Konrad und Henriette. Nach Henriettes Tod 1850 wurde das Schloss per Los an den zweitältesten Sohn, Julius Konrad von der Leyen, übertragen. Der wohnte ohne Familie bis zu seinem Tod 1864 im Hauptgebäude, ohne es baulich zu verändern, lediglich weitere Abbrüche der Klostergebäude folgten zwischen 1850 und 1860.
Nach seinem Tod ging der Besitz an seinen älteren Bruder Friedrich Johann, der mit der Umgestaltung des Haupthauses begann und dieses und das ehemalige Gästehaus von 1865 bis 1868 umbaute. Er beauftragte den Landschaftsgärtner Joseph Clemens Weyhe mit der Gestaltung des Schlossparks. Seine Schwägerin Mathilde zog Anfang der 1870er Jahre in das Gebäude und renovierte nach dem Tod von Friedrich Johann ab 1874 gemeinsam mit ihrem Sohn Friedrich Ludwig, dem Erben des Besitzes, weitere Teile des Gebäudes. Auf ihr Engagement geht der Ausbau des Schlosses zurück. Baron Friedrich Ludwig war als Bürgermeister von Büderich und als Landrat des Kreises Neuss politisch sehr aktiv und bewohnte mit seiner Familie das Schloss bis zu seinem Tod 1935.
Erbe des Besitzes war sein Sohn Joachim Adolf Otto, der sich jedoch nicht in Büderich niederließ. Das Schloss wurde nicht mehr von der Familie von der Leyen bewohnt, einige Teile vermietet. Im Oktober 1913 erteilte die Anthroposophin Lory Smits im Haus Meer ihren ersten Eurythmie-Unterricht. Am 31. Mai 1917 heiratete sie dort. Ab 1933 bewohnte der Publizist Wernher Wittaus den Gartenflügel des Schlosses. In seiner Wohnung trafen sich von bis 1943 regelmäßig die „Kerzianer“ (die Treffen fanden bei Kerzenlicht statt), eine Gruppe befreundeter Künstler, unter ihnen Ewald Mataré und Heinrich Nauen.
Das Haupthaus wurde im Zweiten Weltkrieg als Truppenquartier genutzt. Joachim versuchte, durch die Vermietung an die Vereinigten Stahlwerke, weitere Beschädigungen und Verwohnungen durch das Militär zu verhindern. Das Schloss wurde von dem neuen Mieter renoviert, der konnte jedoch nicht mehr einziehen, denn im August 1943 wurde das Schloss bei einem Luftangriff zerstört.
Nur die Wirtschaftsgebäude wurden wieder aufgebaut. Die oberirdischen Reste der Schlossruine wurden 1959 gesprengt und abgetragen. 1960 wurde das Gelände von Huberta von der Leyen an den Gesamtverband der evangelischen Kirchengemeinden Düsseldorf verkauft. Nach mehreren Eigentümer-Wechseln des Areals erwarb der US-amerikanische Wahl-Meerbuscher Investor Peter Soliman 2016 das Gelände zu einem unbekannten Kaufpreis.

### Die Gebäude

#### Gartenpavillon

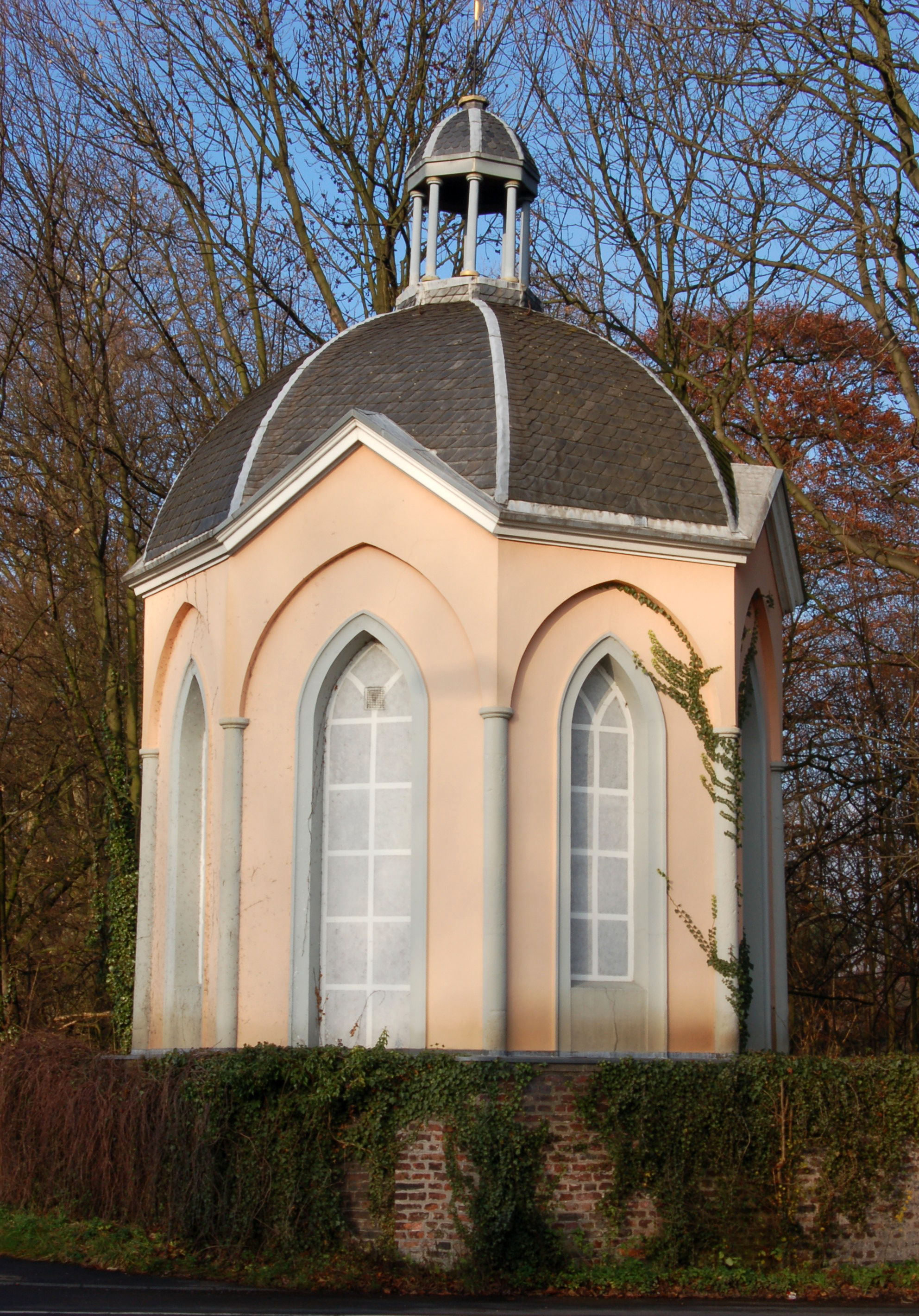
Teehäuschen

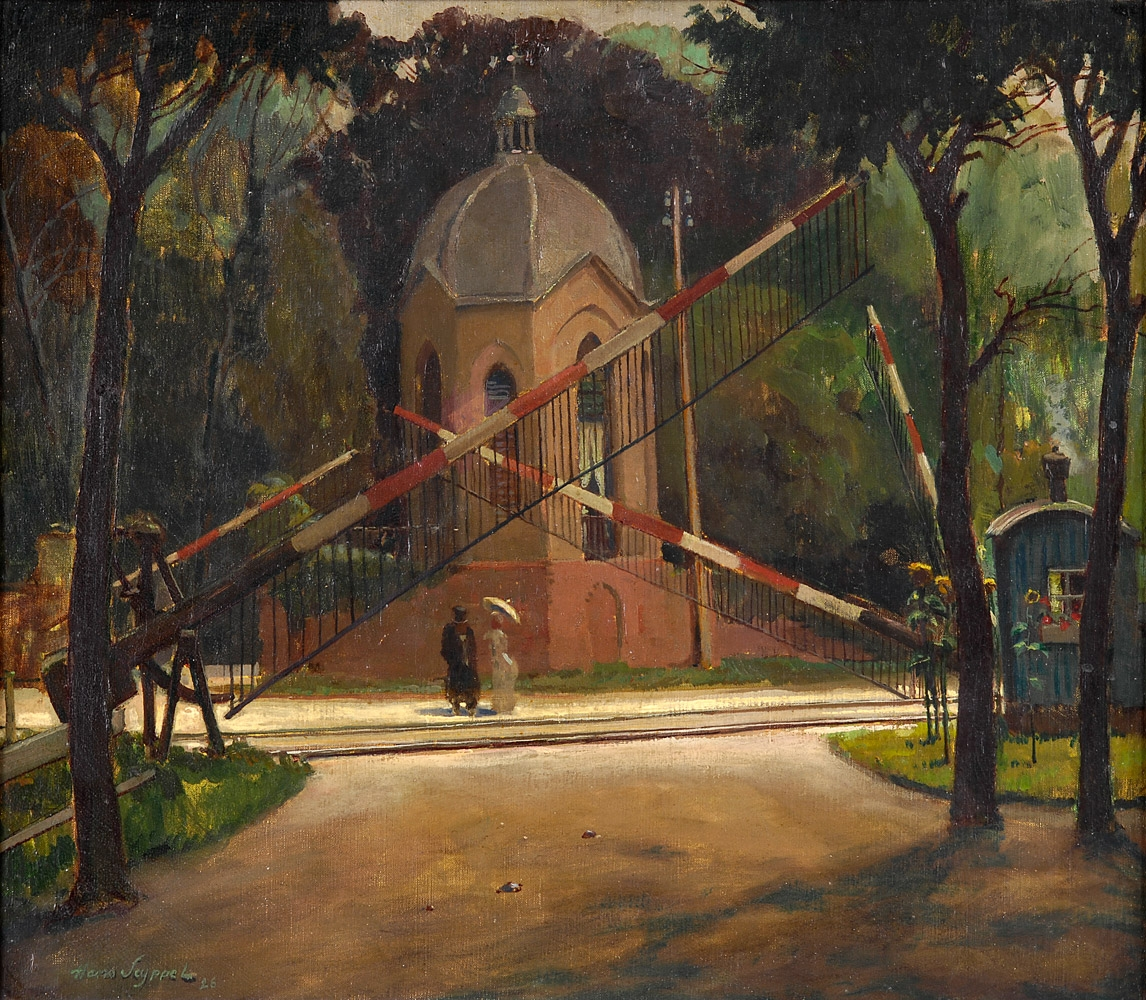
Der alte Bahnübergang am Haus Meer, Hans Seyppel, 1926

Der Gartenpavillon, auch „Teepavillon“, meistens aber „Teehäuschen“ genannt, gilt als Wahrzeichen der Stadt Meerbusch. Es wurde zwischen 1850 und 1865 in der südwestlichen Ecke des Parks auf der Immunitätsmauer des Klosters erbaut. Beim Bau wurde auch Abbruchmaterial, darunter Spolien der Klosterkirche, verwendet. Wie es zu der Bezeichnung „Teehäuschen“ gelangte, ist nicht bekannt.
Zwar ist in der dem Garten abgewandten Seite in der Mauer ein mittlerweile vermauerter Spitzbogen zu erkennen, der Eingang zum Pavillon befindet sich aber auf der Parkseite. Der Pavillon ist doppelgeschossig aufgebaut. Durch einen Rundbogeneingang betritt man einen flachen Raum des Sockelgeschosses. Der eigentliche Aufenthaltsraum im Obergeschoss wird durch zwei neben diesem Eingang liegende Außentreppen erreicht. Der achteckige Bau ist mit einer Dachkuppel und vier kleinen Giebeln ausgestattet. Auf jeder Wandfläche befinden sich spitzgiebelige Fenster. Auf der Kuppel ist eine Dachlaterne angebracht, die eine Wetterfahne mit einem Reiher, dem Wappentier der Familie von der Leyen, trägt. Das Maßwerk im Innenraum besteht aus Stuckbögen mit Vierpässen und Fischblasenornamenten über den Fenstern.
Der Pavillon verfiel zusehends. Erste Renovierungsarbeiten erfolgten 1957 mit einem neuen Schieferdach und der Restaurierung der Dachlaterne und der Wetterfahne. Dennoch mussten Ende der 1960er Jahre auch Putz und Säulen restauriert werden. Dabei wurden die Fenster des Pavillons vermauert und mit einer Blindfensterbemalung versehen. 1977 erneuerte der damalige Eigentümer, der Gesamtverband der Evangelischen Kirchen in Düsseldorf, den Außenanstrich. 1994 erfolgten die vorerst letzten Restaurierungsarbeiten, die sich vor allem mit einem Anstrich in altrosa vorwiegend dem äußeren Erscheinungsbild des Pavillons widmeten.

#### Eiskeller

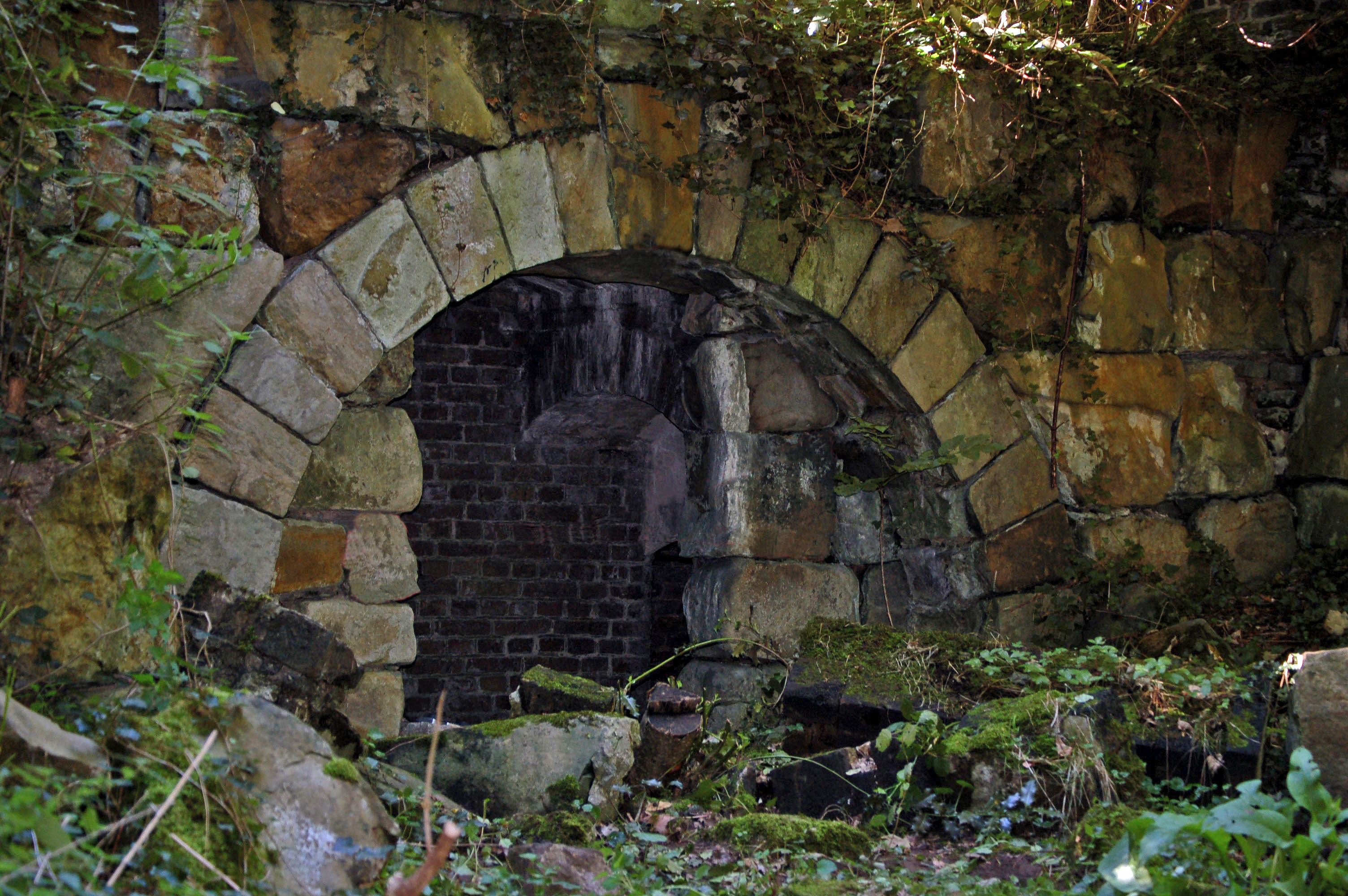
Eingang zum Eiskeller

Der Eiskeller entstand ab 1865 in drei Bauphasen. Der Ziegelbau hat einen verwinkelten Ausgang mit einem großen Rundbogen, der wie mehrere Schleusentüren dazu diente, die Warmluft von außen fernzuhalten. Er bildete das Ende der Hauptsichtachse vom Schloss Richtung Westen.

#### Mühlen
Zum Haus Meer gehörten seit 1183 auch zwei Wassermühlen, die in geringem Abstand am Mühlenbach lagen, der das Gelände auf der Nordseite durchfloss: eine Ölmühle mit einem unterschlächtigen Wasserrad und eine Kornmühle mit einem oberschlächtigen Wasserrad. Letztere nutzte die Höhenstufe von etwa 3 m zwischen dem Klostergelände und der Ilvericher Altrheinschlinge.
Die Ölmühle stellte 1865 wegen zu geringer Wassermenge den Betrieb ein, die Kornmühle produzierte bis 1902. Das Gebäude der Kornmühle wurde im Zweiten Weltkrieg 1943 durch Fliegerbomben schwer beschädigt und 1953 vollständig abgerissen. Der Mühlenbach wurde 1973/74 verlegt und verläuft heute in einem Graben außerhalb des Geländes.

### Der Garten

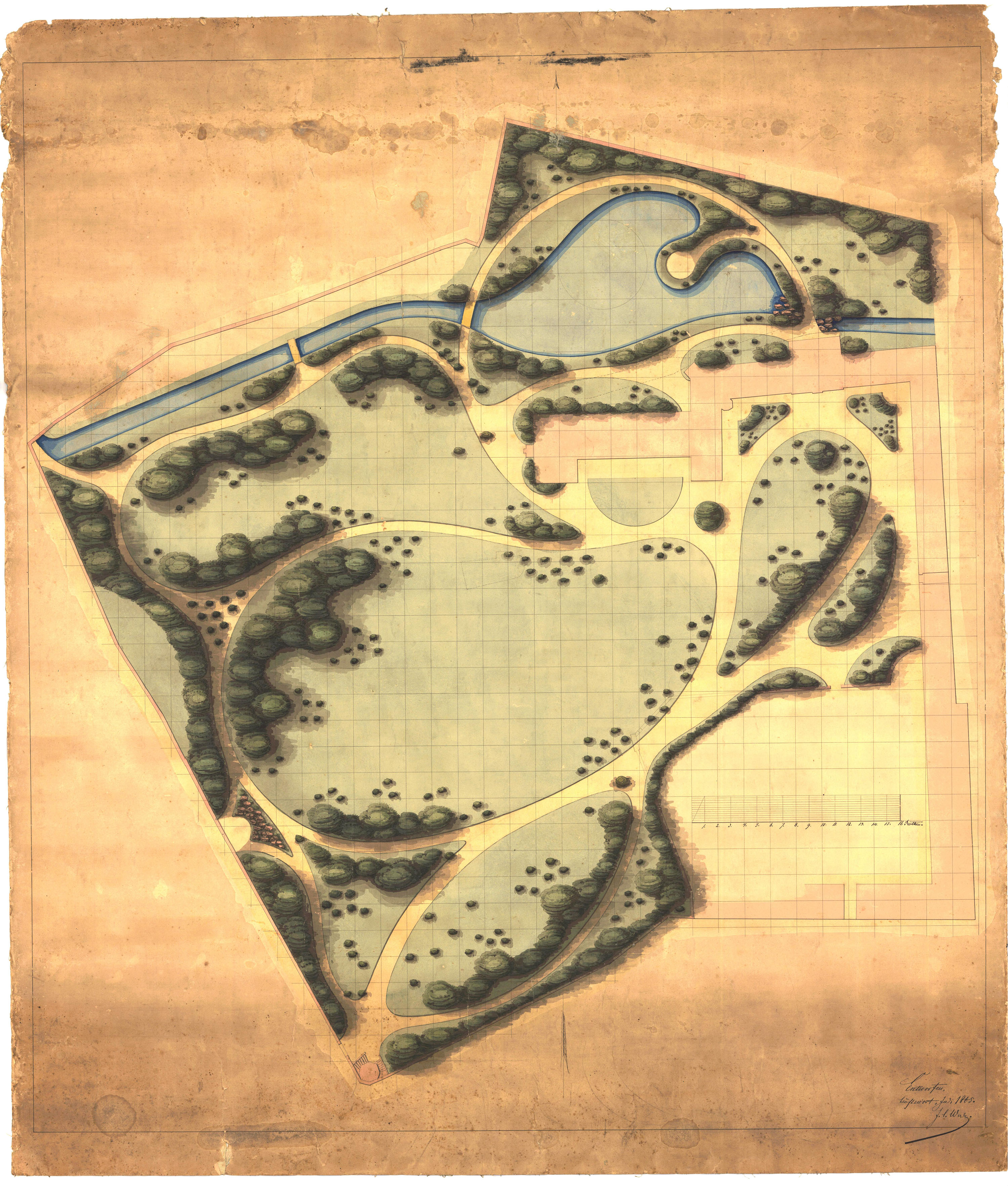
Gartenplan Haus Meer (1865) von J. C. Weyhe

Den Auftrag zur Gestaltung des Schlossgartens erteilte Friedrich Johann von der Leyen dem im Düsseldorfer und Krefelder Raum bekannten Landschaftsarchitekten Joseph Clemens Weyhe. Ein Plan vom Juli 1865 zeigt den Entwurf Weyhes, der den Idealen eines Landschaftsgartens folgt. Die Parkfläche umfasst ungefähr 55.000 m² und wird von einer dichten Randbepflanzung vor der Immunitätsmauer eingeschlossen. Natürlich wirkende kurvige Wege führen abwechslungsreich von Wiesenflächen zu waldähnlichen Bepflanzungen. Der durch das Gelände führende Mühlenbach wird in Planungen eingeschlossen und zu einem Teich gestaut. In einem Baumplan von 1963 wird verzeichnet, dass sich der Baumbestand aus heimischen und aus exotischen Bäumen zusammensetzte.

## Das Denkmal

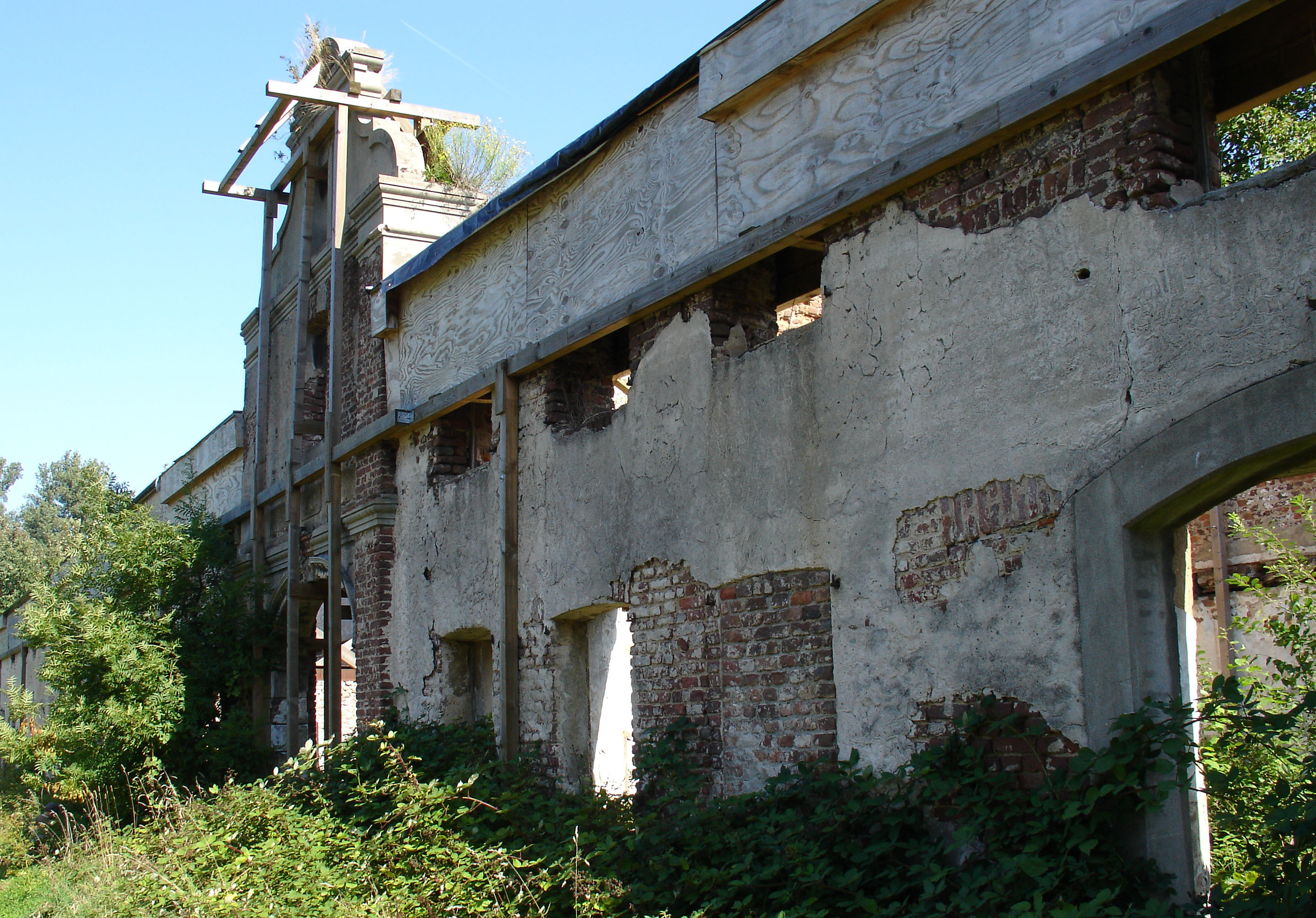
Ehemalige Remise

Nach dem Verkauf durch die Familie von der Leyen wechselten die Besitzer des Geländes häufig, das Areal wurde zum Spekulationsobjekt. Erste Grabungen erfolgten 1963 durch das Rheinische Amt für Bodendenkmalpflege, Hinweise auf ungenehmigte Grabungen ließen sich 1995 auf dem Gelände finden. Im Bereich des Wirtschaftshofes erfolgten 1996 erneut genehmigte Grabungen, bei denen Keramiken aus der Bronzezeit, römische Fußböden und Mauern und Gewölbeansätze aus der Klosterzeit gefunden wurden. Das Gelände wurde 1998 in die Liste der Bodendenkmäler der Stadt Meerbusch aufgenommen. Im Auftrag der Stadt Meerbusch erstellte die Fachhochschule Köln 2001 bis 2002 ein Gutachten zur baulichen, archäologischen und gartenhistorischen Bewertung, in dem das gesamte Gelände als denkmalwürdig bewertet wird. 2004 wurde Haus Meer in die Denkmalliste der Stadt Meerbusch aufgenommen.

## Verkehrsanbindung
In der Nähe des Hauses Meers liegt die gleichnamige Stadtbahn-Station der Stadtbahn Düsseldorf auf der so genannten K-Bahn. Dort verkehren die Stadtbahnlinien U70 und U76, welche Verbindungen nach Krefeld-Zentrum, Düsseldorf-Zentrum und Düsseldorf-Holthausen herstellen. Außerdem verkehren dort fast alle Buslinien der Stadt Meerbusch.